# Academia de Televisión y de las Ciencias y Artes del Audiovisual de España
La Academia de Televisión y de las Ciencias y Artes del Audiovisual (AcademiaTV) es una institución sin ánimo de lucro fundada en 1997 y declarada de interés público, que aglutina a los principales operadores de televisión y que integra a más de 1.000 profesionales del sector audiovisual.
Anualmente otorga los premios a los mejores programas y profesionales de la televisión en España, denominados Premios Iris. 
Desde abril de 1998 publica la revista mensual AcademiaTV, que hasta febrero de 2007 se llamó Carta de Ajuste.

## Historia
La Academia de las Ciencias y las Artes de Televisión de España es un proyecto impulsado a finales de 1996 por un grupo de profesionales de la televisión encabezado por Jesús Hermida. El 28 de enero de 1997 se firmó el acta fundacional y, tras varios meses de trabajo de las distintas comisiones, el 30 de octubre de 1997 se celebró la Asamblea General constituyente. Tras esta Asamblea quedó formalizada la primera Junta Directiva, presidida por Jesús Hermida, con Antonio Mercero como vicepresidente y como vocales Mikel Lejarza, Valerio Lazarov, Chicho Ibáñez Serrador, Victoria Prego, Claudio Biern, Concha Velasco, Ignacio Salas, Olga Viza, Pedro Erquicia, Isabel Raventós, José María Avendaño, Carlos Rapallo, José Vilchez y Ricardo Visedo.
Hermida abandonó la presidencia en 1998 tras ser nombrado director general de Antena 3, pasando Antonio Mercero a ocupar su cargo. Durante su mandato se pusieron en marcha los Premios de la Academia.
En febrero de 2006, La Sexta ingresa en el Consejo de la Academia. En 2007, Telecinco reingresó en el Consejo, que había abandonado seis años atrás, para volver a abandonarlo en febrero de 2008.
El 6 de abril de 1998 nace Carta de Ajuste, el boletín mensual de la institución que en 2007 pasó a ser la revista mensual AcademiaTV.
Durante el mandato de Mercero se pusieron en marcha los Premios de la Academia. EL 15 de julio de 1988 se constituye el Consejo de la Academia en el que se integran representantes de las cadenas de ámbito nacional, autonómico y plataformas digitales.
El 5 de abril del 2000 se celebran las primeras elecciones e Ignacio Salas toma posesión como presidente. Durante su mandato se pusieron en marcha los Premios Pilar Miró de guiones de películas para televisión y los Premios Talento que reconocen la excelencia de los profesionales que desarrollan su trabajo detrás de las cámaras.
El 24 de junio de 2004 Ignacio Salas vuelve a asumir la presidencia y toma posesión la nueva Junta Directiva tras no presentarse ninguna candidatura.
El 25 de octubre de 2006 Manuel Campo Vidal toma posesión como Presidente de la Academia de las Ciencias y las Artes de Televisión impulsando su refundación.
En febrero de 2008 la Academia llegó a un acuerdo con los dos partidos mayoritarios en el Parlamento español, el PSOE y el PP, para la organización de dos debates cara a cara entre los aspirantes a la presidencia del Gobierno de ambos partidos, José Luis Rodríguez Zapatero y Mariano Rajoy, en las elecciones previstas para el 9 de marzo de ese año. El primer debate tuvo lugar el 25 de febrero a las 22:07 en un estudio creado para la ocasión en el recinto de IFEMA y estuvo moderado por el presidente de la Academia, Manuel Campo Vidal. El 3 de marzo, tuvo lugar un segundo debate moderado en esa ocasión por la periodista Olga Viza realizado desde el Palacio de Congresos del recinto ferial madrileño.
El primer cara a cara logró reunir a una audiencia media superior a los trece millones de espectadores consiguiendo una cuota de pantalla del 59,1% y situándose así como una de las emisiones más vistas de la historia de la televisión en España. El segundo debate logró congregar a algo menos de doce millones de espectadores consiguiendo acaparar al 56,3% de las personas que veían televisión en ese momento. Estos datos fueron posibles gracias a que la señal del debate fue emitida por más de treinta cadenas de televisión españolas: La 1, Cuatro, La Sexta, casi todas las cadenas de la FORTA, cadenas de TDT, etc.
El 19 de noviembre de 2008 se pone en marcha el Patronato de la Academia, un consejo asesor formado por entidades patrocinadoras de las actividades de la Institución.
Desde diciembre de 2019 la Academia forma parte del Jurado del Premio Nacional de Televisión.
El 28 de septiembre Manuel Campo Vidal renueva como presidente y se pone en marcha el proyecto Tesoros Vivos, un archivo documental de la historia de la televisión en España contada por sus protagonistas.
En 2011 se crea el Registro de Formatos Televisivos para poder certificar ante terceros la titularidad de los formatos creados que queden bajo custodia de la Academia.
El 7 de noviembre de 2011 la Academia organiza, desde el Palacio Municipal de Congresos, el cara a cara entre Mariano Rajoy y Alfredo Pérez Rubalcaba.
El 26 de abril de 2014 la Academia de Televisión y la Alianza Informativa Latinoamericana se unen para crear y entregar los Premios Iris América, unos galardones que son el reconocimiento a los mejores trabajos periodísticos de América Latina y tienen como objetivo crear un nexo de unión entre los profesionales de ambos continentes.
El 14 de diciembre de 2015 la Academia organiza el cara a cara televisado entre Mariano Rajoy y Pedro Sánchez que emitieron más de 12 cadenas convirtiéndose en la emisión más vista del año con 9,7 millones de espectadores. El 13 de junio de 2060 organiza el debate a cuatro entre los candidatos a la presidencia del gobierno Mariano Rajoy, Pedro Sánchez, Pablo Iglesias y Albert Rivera.
En diciembre de 2018 María Casado asume la presidencia de la Institución con el objetivo de liderar su transformación digital y su adaptación al nuevo ecosistema del audiovisual.
El 4 de noviembre de 2019 la Academia vuelve a organizar el debate entre Pedro Sánchez, Pablo Casado, Albert Rivera, Pablo Iglesias y Santiago Abascal, en el Pabellón de Cristal de la Casa de Campo de Madrid.
En 2022 se estrena página web, un proyecto que forma parte de proceso de transformación digital en el que está inmerso la Institución de la mano de la Junta Directiva que preside María Casado. El rediseño supone un cambio de imagen y también una mejora sustancial en la experiencia de usuario.

## Objetivos de la Academia
- La promoción y defensa de la imagen pública de los profesionales del audiovisual.
- El desarrollo y perfeccionamiento de sus distintos oficios.
- El reconocimiento a los proyectos y profesionales más destacados a través de premios que sirvan como incentivo para la industria audiovisual.
- El impulso de la investigación técnica y las relaciones con entidades similares.
- La organización de actividades relacionadas con la televisión y la promoción de publicaciones.
- La presentación al público del punto de vista de los creadores de la televisión.
- El fomento de actividades formativas y creación de un Museo de Televisión.
- El desarrollo del proyecto «Tesoros Vivos de la Televisión», que recoge en un archivo audiovisual el testimonio de los profesionales que contribuyeron a la creación de la televisión en España.
- La creación de un registro de formatos audiovisuales con validez jurídica.

## Presidencia
- Jesús Hermida (1997-1998)
- Antonio Mercero (1998-2000)
- Ignacio Salas (2000-2006)
- Manuel Campo Vidal (2006-2018)
- María Casado Paredes (2018-actualidad)

## Fundadores
- Jesús Hermida Pineda
- Valerio Lazarov Lessner
- Mikel Lejarza Ortiz
- Jorge Sánchez Gallo
- Rafael Anson Oliart
- Isabel Gemio Cardoso
- Ricardo Visedo Quiroga
- Pedro María Piqueras Gómez
- Miguel Martín García
- Antonio Mercero Juldain
- Jorge del Corral y Díez del Corral
- Miguel Ángel Toledano Vázquez
- José Manuel Fernández Velasco
- Lorenzo Félix Díaz Buendía
- Ramón Pradera Leonardo
- José Secundino Fernández-Velasco Zapico
- Antonio Hernández Núñez
- Olga Viza López
- Chicho Ibáñez Serrador
- Emilio Alberto Aragón Bermúdez
- Emilio Tomás Aragón Álvarez
- José Luis Orosa Roldán
- Claudio Biern Boyd
- Carlos Rapallo Domenge
- Arturo Vega Ruiz
- Concepción Velasco Varona
- Manuel Melero Muñoz
- Lina Morgan - María de los Ángeles López Segovia
- Ramón García Hernando
- Pedro Masó Paulet
- Joan Ramón Mainat Castells
- Josep Maria Mainat Castells
- Isabel Raventós Armengol
- Antonio Cruz Llauna
- Juan Luis Cebrián Echarri
- José María Avendaño Marzo
- Adolfo Marsillach Soriano
- José Miguel Contreras Tejera
- Francisco Lobatón Sánchez de Medina
- Pedro María Olmedilla Reneses
- Alejandro Gómez Lavilla
- José Manuel Oneto Revuelta
- Juan Julio Baena	Álvarez
- Nieves Herrero Cerezo
- Marta Robles Gutiérrez
- Ramón Pellicer Colillas
- Julia María Otero Pérez
- Victoria Prego de Oliver Tolivar
- Jordi García Candau
- Francisco Javier Santiago Boserman Dema
- Carlos Abad Rico
- Tomás Summers Rivero
- Jesús Sancho Rof
- Jaime de Armiñán Oliver
- Ángel Moreno Jiménez
- Bartolomé Beltrán Pons
- José Luis Rodríguez Moreno
- Ricardo Vaca Berdayes
- Pedro Amalio López
- Begoña Fernández González
- Pío Núñez Rodríguez
- Amadeo Fournier García
- Antonio San José Pérez
- Javier del Olmo Rodríguez
- Daniel Llagüerri Barrabés
- María Teresa Barrera Teijeiro
- Celso García Rodríguez
- Carlos García Hirschfeld
- Inmaculada Soriano Bolívar
- Rafael Ángel Alcázar González
- Daniel Arturo Écija Bernal
- Escolástico Medina García
- José Vilchez Nieto
- María Antonia Iglesias González
- María Teresa Campos Luque
- Alfonso Javier Fernández del Moral
- José Manuel Lorenzo Torres
- Miguel de la Quadra-Salcedo y Gayarre
- Concepción García Campoy
- Ana Victoria García Obregón
- Norberto Juan Ortiz Osborne
- Jaume Ferrús i Estopa
- Antonio Albert Brotons
- Javier Gimeno de Priede
- Gustavo Pérez Puig
- Matías Prats Cañete
- Ernesto Sáenz de Buruaga Bustamante
- Ramón Sánchez-Ocaña Serrano
- Pedro Erquicia López de Montenegro
- Matías Prats Luque
- Jorge Arqué Ferrari
- José María Irisarri Núñez
- Anastasio de la Calle y de la Calle
- Guillermo Summers Rivero
- Carmen Sevilla - María del Carmen García Galisteo
- Mario Beut Padrós
- Salvador Pons Muñoz
- Carmen Valverde Madrid
- Ignacio Salas Lamamie de Clayrac
- Joan Armengol Costa
- Fernando Bofill Draper
- Federico Molina García
- Manuel Toharia Cortés
- Joaquín de Domingo Martorell
- César Benítez Martínez
- Consuelo Berlanga Reyes
- Antonio Cuadri Vides
- Anne Igartiburu Verdes
- Luis Sanz Rodríguez
- Félix Riera Prado
- Miguel María Delgado Esteban
- Juan Jesús Buhigas Arizcun
- Antonio Gala Velasco
- Juan José de Rueda Villén
- Antonio Torets Leal
- Enrique Cerezo Torres
- Manuel Campo Vidal
- Félix Sancho Gracia
- Juan Blas Leal López
- Santiago Gimeno de Priede
- Eduardo Campoy Sanz-Orrio
- Juan Van-Halen Acedo
- Sergi Schaaff Casals
- Miguel Ángel Vázquez López
- Francisco Cervantes Bolaños
- Carlos Herrera Crusset
- Salvador Domínguez Martín
- Manuel Antonio Torre Iglesias
- Manuel Valdivia Santiago
- Rosa Martín Villacastín
- Rafael Carratalá Couto
- Alfredo Villanueva Blanco
- Pedro Rollán Rollán
- Juan Menor Sendra
- Jordi Bosch i Molinet
- Francisco Antonio Díaz Ujados
- Enric Lloveras Puchercos
- Ricardo Fernández Deu
- Miguel de los Santos San Martín
- Juan Antonio Muñoz Pérez
- Ana Rosa Quintana Hortal
- Matilde Fernández Jarrín
- Inés Ballester Muñoz
- Luis del Val Velilla

## Premios

### Premios Iris
La Academia de Televisión entrega, desde 1998, los Premios Iris con el propósito de distinguir y galardonar a los profesionales y programas más destacados del audiovisual en España. Estos premios han sido presentados por académicos como: Andreu Buenafuente, María Teresa Campos, Silvia Jato, Jaime Cantizano, María Casado, José María Íñigo, Nieves Herrero, Raquel Sánchez Silva, Mariló Montero, Boris Izaguirre, entre otros muchos.
A lo largo de su historia, la Gala ha sido emitida en diferentes cadenas como TVE, Antena 3, Telecinco, laSexta, Telemadrid, Canal Sur, Aragón TV, TV Canaria, entre otras.
La información de todos los premios concedidos en las distintas ediciones se encuentra detallada en la página Premios de la Academia de la Televisión de España y sus correspondientes anexos por años.
La información de todos los premios concedidos en las distintas ediciones se encuentra detallada en la página Premios de la Academia de la Televisión de España y sus correspondientes anexos por años.

### Premios de Periodismo Científico Concha García Campoy
Actualmente existen cinco categorías: Televisión, Radio, Prensa Escrita, Periodismo Digital y Trayectoria.

### Premios Iris América
La Academia de Televisión y la Alianza Informativa Latinoamericana (AIL) entregan cada año los Premios Iris América.